# Vera (Mato Grosso)
Vera é um município brasileiro do estado de Mato Grosso.

## Significado do nome
O nome Vera surgiu como forma de homenagear o primeiro topônimo pátrio, dado por Pedro Álvares Cabral, Terra de Vera Cruz, forma original da carta de Pero Vaz de Caminha. Os colonizadores da região, tendo à frente Ênio Pipino, fundador da Colonizadora Sinop, homenagear com nomes de mulheres as cidades que fundaram (Santa Carmem e Cláudia), excluindo Sinop, que é a sigla da empresa povoadora (Sociedade Imobiliária Noroeste do Paraná) e Vera.
Coincidentemente, dois diretores da colonizadora tinham sobrinhas com o nome de Vera, mas, segundo um antigo funcionário da companhia, não se tratou de homenagem familiar. Ocorreu que a empresa não pretendeu seguir a tradição toponímica brasileira, que normalmente dá nomes de santos do dia, indígenas, acidentes geográficos ou vegetais aos sítios urbanos.

## Geografia
Localiza-se a uma latitude 12º18'21" sul e a uma longitude 55º19'01" oeste, estando a uma altitude de 383 metros. Sua população estimada em 2017 era de 10 901 habitantes. Possui uma área de 2.989,11 km². O município de Vera pertencia, até 1986, a Sinop. Nesse ano foi emancipado de Sinop, tendo incorporado área territorial do município de Paranatinga. De Vera foi desmembrado o município de Feliz Natal, criado em 1995.
Clima
Segundo dados do Instituto Nacional de Meteorologia (INMET), referentes ao período de julho de 1972 a abril a 2014, a menor temperatura registrada em Vera (estação Gleba Celeste) foi de 4 °C em agosto de 1977, nos dias 5, 8 e 17, e a maior atingiu 41,2 °C em 2011, em 31 de agosto e 26 de setembro. O maior acumulado de precipitação em 24 horas foi de 224,8 milímetros (mm) em 22 de fevereiro de 2007, seguido por 155,1 mm em 24 de fevereiro de 2013 e 152,2 mm em 19 de novembro de 1988. Dezembro de 1989, com 642,5 mm, foi o mês de maior precipitação.
| Dados climatológicos para Vera (Gleba Celeste)                                                                                          | Dados climatológicos para Vera (Gleba Celeste) | Dados climatológicos para Vera (Gleba Celeste) | Dados climatológicos para Vera (Gleba Celeste) | Dados climatológicos para Vera (Gleba Celeste) | Dados climatológicos para Vera (Gleba Celeste) | Dados climatológicos para Vera (Gleba Celeste) | Dados climatológicos para Vera (Gleba Celeste) | Dados climatológicos para Vera (Gleba Celeste) | Dados climatológicos para Vera (Gleba Celeste) | Dados climatológicos para Vera (Gleba Celeste) | Dados climatológicos para Vera (Gleba Celeste) | Dados climatológicos para Vera (Gleba Celeste) | Dados climatológicos para Vera (Gleba Celeste) |
| Mês | Jan                                            | Fev                                            | Mar                                            | Abr                                            | Mai                                            | Jun                                            | Jul                                            | Ago                                            | Set                                            | Out                                            | Nov                                            | Dez                                            | Ano                                            |
| --- | ---------------------------------------------- | ---------------------------------------------- | ---------------------------------------------- | ---------------------------------------------- | ---------------------------------------------- | ---------------------------------------------- | ---------------------------------------------- | ---------------------------------------------- | ---------------------------------------------- | ---------------------------------------------- | ---------------------------------------------- | ---------------------------------------------- | ---------------------------------------------- |
| Temperatura máxima recorde (°C) | 38,4                                           | 38,5                                           | 37,8                                           | 38,7                                           | 38,1                                           | 37,7                                           | 38,7                                           | 41,2                                           | 41,2                                           | 40,8                                           | 39,7                                           | 37,9                                           | 41,2                                           |
| Temperatura máxima média (°C) | 31,8                                           | 32                                             | 32,3                                           | 33,1                                           | 32,9                                           | 33,1                                           | 33,3                                           | 35,1                                           | 35                                             | 34,1                                           | 32,8                                           | 31,8                                           | 33,1                                           |
| Temperatura média compensada (°C) | 25,1                                           | 25,2                                           | 25,4                                           | 25,7                                           | 24,8                                           | 23,6                                           | 23,2                                           | 24,7                                           | 26                                             | 26,2                                           | 25,7                                           | 25,3                                           | 25,1                                           |
| Temperatura mínima média (°C) | 21,3                                           | 21,2                                           | 21,3                                           | 20,9                                           | 19                                             | 16,8                                           | 15,8                                           | 17,2                                           | 19,7                                           | 21,2                                           | 21,5                                           | 21,5                                           | 19,8                                           |
| Temperatura mínima recorde (°C) | 12,8                                           | 11                                             | 12,8                                           | 10,2                                           | 10,8                                           | 5                                              | 4,9                                            | 4                                              | 7                                              | 11,8                                           | 12                                             | 11,9                                           | 4                                              |
| Precipitação (mm) | 310,7                                          | 337,2                                          | 312                                            | 116,2                                          | 23,5                                           | 2,8                                            | 6,5                                            | 10,9                                           | 54,4                                           | 183,5                                          | 255,7                                          | 326,8                                          | 1 940,2                                        |
| Dias com precipitação (≥ 1 mm) | 21                                             | 18                                             | 18                                             | 10                                             | 3                                              | 0                                              | 1                                              | 1                                              | 4                                              | 12                                             | 16                                             | 19                                             | 123                                            |
| Umidade relativa compensada (%) | 85,9                                           | 84,7                                           | 84,4                                           | 81,3                                           | 77                                             | 71,3                                           | 68,4                                           | 61,8                                           | 68,6                                           | 77,2                                           | 82                                             | 84,7                                           | 77,3                                           |
| Insolação (h) | 121,4                                          | 114,9                                          | 132,9                                          | 188,5                                          | 228,5                                          | 249,3                                          | 263,7                                          | 236,3                                          | 146,9                                          | 155,4                                          | 131,1                                          | 119,5                                          | 2 088,4                                        |
| Fonte: Instituto Nacional de Meteorologia (INMET) (normal climatológica de 1981-2010; recordes de temperatura: 10/07/1972 a 30/04/2014) |                                                |                                                |                                                |                                                |                                                |                                                |                                                |                                                |                                                |                                                |                                                |                                                |                                                |

## Economia
A economia de Vera baseia-se no cultivo de grãos, pecuária e extração vegetal.